# Rosedale (métro de Toronto)
Rosedale est une station de la ligne 1 Yonge-University du métro, de la ville de Toronto en Ontario au Canada. Elle est située sur Crescent Road.

## Situation sur le réseau
Établie en surface dans une tranchée, la station Queen's Park est située sur la ligne 1 Yonge-University, entre les stations Summerhill, en direction du terminus Finch, et Bloor-Yonge, en direction du terminus Vaughan Metropolitan Centre.

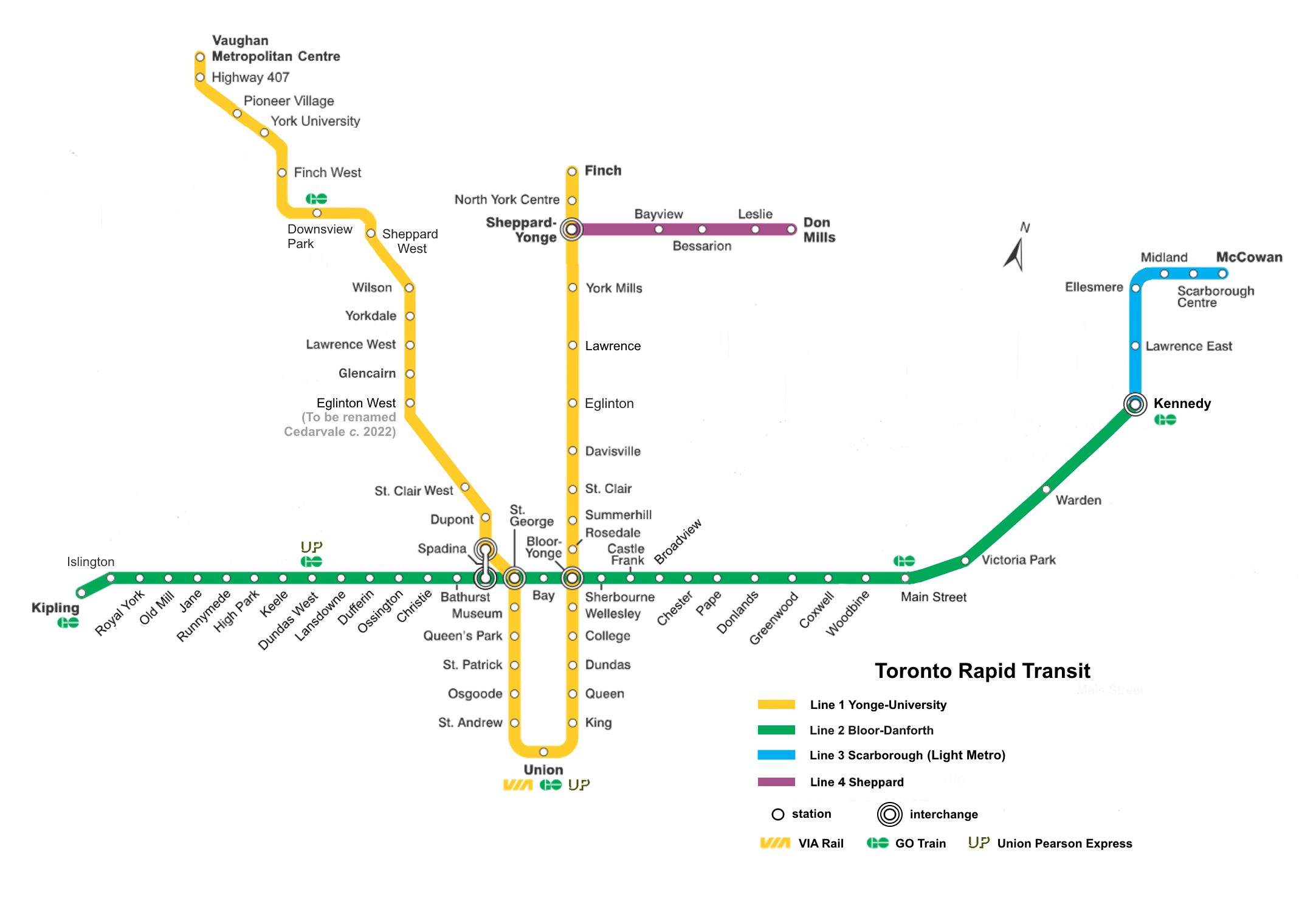
Plan du métro de Toronto (2018).

## Histoire
La station Rosedale est mise en service le 30 mars 1954. Elle fait partie de la première section du métro de Toronto mise en service et est l'une des 12 stations de cette première ligne.
en 2009-2010, elle a une fréquentation moyenne de 7 520 passagers par jour.

## Services aux voyageurs

### Intermodalité
Elle est desservie par les bus des lignes : 82 Rosedale et 97 Yonge.

## À proximité
- Ramsden Park (en)
- Studio Building